# Prokrastynacja
Prokrastynacja (inaczej; zwlekanie, ociąganie się, odkładactwo) (z łac. procrastinatio – odroczenie, zwłoka) – tendencja, utożsamiana z odwlekaniem, opóźnianiem lub przekładaniem czegoś na później, ujawniająca się w różnych dziedzinach życia. Jako prokrastynację należy rozumieć dobrowolne (lecz będące objawem zaburzenia) zwlekanie z realizacją zamierzonych działań, pomimo posiadanej świadomości pogorszenia sytuacji wskutek opóźnienia. Mechanizm psychiczny prokrastynacji polega na tym, że dzięki odłożeniu wykonania czynności na później początkowo następuje poprawa samopoczucia - pojawiają się radość oraz ulga, że nie trzeba działać natychmiast, a ponadto można zaangażować się w bardziej przyjemne, aktualne zadania. Odwlekaniu na później sprzyja złudzenie, że później, jutro itp. będzie lepiej. Jednak uświadomienie sobie konieczności wykonania jakiegoś zadania powoduje stres, strach oraz nerwowość spowodowaną poczuciem, że zbyt mało czasu pozostało na dokładne i prawidłowe wykonanie planowanej czynności.

## Charakterystyka i typowe zachowania
Prokrastynacja jest wynikiem rywalizacji między układem limbicznym a korą przedczołową. Układ limbiczny odpowiada za emocje i impulsywność, w tym dążenie do uzyskania natychmiastowej nagrody. Z kolei kora przedczołowa jest odpowiedzialna za koncentrację, zarządzanie sobą, własną uwagą i celami oraz za postrzeganie czasu. Według badania wykonanego w styczniu 2016 r. metodą telefonicznych badań ankietowych (CATI) na losowo wybranej próbie 500 Polaków - odkładanie czynności na później deklarowało 85 proc. mężczyzn oraz 80 proc. kobiet. W badaniu stwierdzono, że częściej zadania odwlekają osoby młodsze, a rzadziej - starsze. Ankietowani najczęściej deklarowali zwlekanie z wykonywaniem obowiązków domowych (np. sprzątanie, pranie, itp.). Odwlekanie zadań zawodowych deklarowało 15,2 proc. badanych.
Prokrastynacja może przybierać różne formy, od łagodnych do poważnych.

## Możliwe przyczyny
Wiele zaburzeń, w tym także zaburzeń osobowości, może wiązać się z postawą zwlekającą, dotyczy to większości zaburzeń depresyjnych i dystymicznych, a czasami także lękowych takich jak fobia społeczna. Jest też powszechna u osób z ADHD.

Istnieje wiele typów takiego zachowania, jak również wiele powodów, dla których postępujemy w ten sposób. Ogólnie rzecz biorąc, zachowanie to ma na celu:
- uniknięcie frustracji (przekładane zadanie nie jest tak przyjemne jak to, które wykonujemy, a kara za niewykonanie danego zadania wydaje się bardzo odległa względem natychmiastowej przyjemności, jaką daje zrobienie czegoś innego); chodzi o to, by uwypuklić pozytywne, choć krótkotrwałe, konsekwencje odkładania i uchronić się od złych emocji;
- ochronę poczucia własnej wartości: dla prokrastynatora porażka jest podważeniem jego wartości. Tak więc, im mniejsze są szanse na to, że odniesie sukces, tym dłużej zwleka. Ponadto, ponieważ są to perfekcjoniści, prawdopodobieństwo, że nie sprostają własnym wymaganiom, jest duże. W rezultacie prokrastynacja prowadzi do „nieudolności” (np. niewystarczające przygotowanie się do egzaminu) dostarczającej wymówek, gdy oczekiwania nie są spełnione. Mówiąc ogólnie, zawsze można sobie tłumaczyć, że gdybyśmy się bardziej przyłożyli, odnieślibyśmy sukces, choć to może być złudne, tego się nie dowiemy, a poczucie własnej wartości nie obniży się. Niestety, w końcu ulega ono pogorszeniu, gdyż zadania nie są ukończone.
- sprzeciwienie się innym przez zachowanie pasywno-agresywne. Na prośby odpowiadamy „dobrze”, ale jest to tylko puste słowo.
- życie w stresie, poszukując silnych doznań;
- osiągnięcie złudnej świadomości większej mobilizacji do sprostania trudnemu wyzwaniu później lub przeświadczenie, że ma to zostać wykonane doskonale.

Główną przyczyną prokrastynacji jest pięć lęków, które mogą występować równocześnie.
Lęk przed porażkąPraca przekładana jest do momentu, kiedy wydaje się, że jest już za późno, żeby ją wykonać. Staje się to usprawiedliwieniem w razie niepowodzenia. Ten typ zachowania można zaobserwować wśród uczniów. Taka postawa jest związana z wymagającym, skupionym na ocenach systemem nauczania. W rezultacie uczeń nie potrafi zabrać się do pracy bez myślenia o tym, jak zostanie oceniony i tym samym próbuje uniknąć nieprzyjemnych konsekwencji. Osoby dotknięte prokrastynacją są na ogół bardzo zdolne, ale brakuje im wiary w siebie. Przykładowo uczeń stresujący się na samą myśl oddania mało interesującego wypracowania.
Lęk przed sukcesemW tym przypadku występuje obawa, że sukces wywoła zazdrość lub pociągnie za sobą kolejne większe oczekiwania, którym można nie sprostać. Próbuje się więc nie wyróżniać spośród innych. Strach ten może występować jako skutek zazdrości braterskiej w dzieciństwie. Można mieć również wrażenie, że powodzenie zagrozi w pewien sposób opiekunom. Przykład: urzędnik, który nie chce awansować.
Lęk przed bezradnościąProkrastynator chce mieć wszystko pod kontrolą. Może to wynikać z chęci rewanżu lub autonomii: gdy taka osoba ma zmierzyć się z mało ambitnym zadaniem, ucieka się do prokrastynacji, aby potwierdzić swoją niezależność. Również osoba chcąca poczuć dreszczyk emocji mierząc się z otoczeniem może zostać zwlekaczem. Przykład: pracownik walczący przeciwko hierarchii, ryzykując utratą pracy, czy sekretarka nieodbierająca telefonu.
Lęk przed izolacjąProkrastynator, niczym dziecko w rodzinnym gronie, chce, aby się nim opiekowano, doradzano mu i kierowano nim; dobrze się czuje pracując w grupie lub gdy ktoś podejmuje za niego decyzje. Może również chcieć w ten sposób zwrócić na siebie uwagę, poprzez trudną sytuację, w jakiej się znajduje, czy też mieć świadomość, że jest coś do zrobienia (obawa przed samotnością). Przykład: uczeń, który czeka, aż ktoś odrobi za niego lekcje.
Lęk przed intymnościąProkrastynator boi się, że inni nie będą wystarczająco obecni w jego życiu lub też zbyt się do niego zbliżywszy, dostrzegą jego wady i go odrzucą. Przykład: dziewczyna, która ciągle spóźnia się na randki.

## Narzędzia pomiaru
Problematyce prokrastynacji poświęcono ostatnio wiele opracowań przeglądowych, które dowodzą iż samoopisowe kwestionariusze Irrational Procrastination Scale (IPS) i Pure Procrastination Scale (PPS) należą do powszechnie stosowanych narzędzi indywidualnego pomiaru omawianego zjawiska. Obie skale koncentrują się na esencji fenomenu – irracjonalnym odkładaniu zadań pierwotnie zaplanowanych. Kwestionariusz PPS pozwolił na zbadanie prokrastynacji, ujmując ją jako zjawisko bardzo ogólne, co okazało się być istotną zmianą w postrzeganiu procesu. IPS natomiast jest krótszy o trzy pozycje i skupia się już tylko na badaniu prokrastynacji jako irracjonalnym opóźnianiu (ang. irrational delay). W procesie walidacji narzędzi autor udowodnił, że choć obie skale są ze sobą bardzo powiązane, to mogą być stosowane niezależnie względem siebie.
Dzięki europejskim badaniom walidacyjnym różnych wersji językowych PPS i IPS, istnieją oficjalne i bezpłatne tłumaczenia obu kwestionariuszy na m.in. polski, francuski, norweski i szwedzki.

## Przeciwdziałanie
Niewskazane stosowanie środków farmakologicznych. W przypadku patologicznej prokrastynacji zalecane jest oddziaływanie terapeutyczne. Aby zapobiec problemom z odkładaniem działań, można samemu stosować pewne metody psychologiczne, polegające na stopniowym przezwyciężaniu trudności, np. poprzez rozpisanie elementów zadania do wykonania, aby zdiagnozować, który etap jest dla nas problematyczny oraz planowanie kroków i czasu działania. Ciekawym sposobem jest tak zwana „metoda kanapkowa”, polegająca na wykonywaniu przyjemnych czynności pomiędzy obowiązkami (zgodnie z kolejnością: obowiązek, przyjemność, obowiązek, przyjemność, itd.).